# Ла-Пампа
Ла-Па́мпа (исп. Provincia de La Pampa) — провинция Аргентины, расположена в центре страны, в Пампасах (Пампе). Одна из самых молодых провинций Аргентинской республики. Соседние провинции (по часовой стрелке, начиная с севера): Сан-Луис, Кордова, Буэнос-Айрес, Рио-Негро, Неукен и Мендоса.

## География и климат
На расположенную в средней части Пампы, низинную, плоскую степь выпадает 500 мм осадков в год, к западу, это количество уменьшается. Низкий уровень влажности, умеренный климат, и соответственно большая разница между дневной и ночной температурой воздуха, находят отражение в растительности региона.
Северо-западная Ла-Пампа является частью региона Пампа-Умеда, смежного с провинцией Буэнос-Айрес. Близость региона Куйо заметна на западе, где находится невысокая горная цепь высотой 600 метров.
В провинции всего две крупных реки: Рио-Колорадо («Красная Река») на границе с провинцией Рио-Негро, и Рио-Саладо («Солёная Река»), пересекающая провинцию. Уровень воды в Рио-Саладо снижается, так как вода её притоков в провинции Мендоса используется для орошения.

## История
В доколумбову эпоху здесь обитали племена талухет и дидухет. Испанские конкистадоры, числившие данный регион в своей «сфере влияния» на основании буквы и духа Тордесильясского договора от 7 июня 1494 года, пришли сюда из пределов Вице-королевства Перу. В 1534 году на юге Южной Америки было создано губернаторство Новая Андалусия, которое в 1549 году было переименовано в  Рио-де-ла-Плата. Под его юрисдикцией находилась территория к югу от 35-й параллели южной широты. Губернаторство было подчинено созданному в 1542 году вице-королевству Перу. Испанец Эрнандарьяс считается первым исследователем, который достиг нынешней Ла-Пампы в 1604 году. Позднее — в 1662 году — эти края были обследованы Херонимо-Луисом де Кабрера. Постоянные испанские поселения в регионе стали появляться лишь с XVIII столетия. 16 марта 1774 г. здесь был основан «Fuerte San Juan Nepomuceno» (наречённый в честь известного чешского святого Яна Непомуцкого, канонизированного в 1729 г.). В 1779 г. Лопес де Осорнио (López de Osornio) основал поселение с ещё более длинным названием — «Nuestra Señora de la Purísima Concepción de los Indios Pampas». 11 июня 1789 г. был основан «Fuerte Aguanda». В XVIII веке в процесс колонизации региона включились гаучо (la Nación Gaucha) — потомки гуанчей, переселившихся в 1724 - 1730 годах с Канарских островов в район Монтевидео.

Упорное сопротивление местных индейских племён приостановило экспансию уже независимой Аргентины в правление Хуана Росаса и не прекращалось вплоть до Покорения пустыни (Conquista del Desierto, Campana del Desierto) генералом Хулио Рока в 1879 году. После этого территория была поделена между офицерами и были основаны первые поселения. 
Истребительная война против индейцев, которую вёл Рока, закончилась в 1883 году, началась широкая колонизация Пампы. Офицеры-участники войны - получили крупные земельные наделы.
 — писал швед Артур Лундквист.
В 1884 году была создана Территорио-Насьональ-де-Ла-Пампа-Сентраль, включавшая в себя провинцию Рио-Негро, части других прилегающих провинций и насчитывавшая всего около 25 000 жителей. В 1915 году численность населения составляла уже 110 000 человек. В 1945 году территорию разделили, в 1951 году Ла-Пампа стала провинцией, на основании Закона № 14037, принятого Конгрессом и подписанного президентом Хуаном Пероном.
В июле 1952 года была принята новая конституция Аргентины, и провинцию переименовали в честь безвременно почившей супруги президента Эвы Перон: Provincia Eva Perón. Но уже в 1955 году, после свержения Хуана Перона, Ла-Пампе, Чако, а также другим провинциям вернули их прежние названия.
9 июня 1956 г. в столице Ла-Пампы, городе Санта-Роса произошёл мятеж в поддержку экс-президента Перона. 10 июня выступление перонистов было подавлено.
Несмотря на сельский уклад жизни, население Ла-Пампы является одним из самых образованных в Аргентине. Один видный местный журналист, редактор ежедневной газеты «Эль-Арена» Рауль Д’Атри, получил народное признание за свои журналистские расследования, проводимые порой с большим риском для себя и «Эль-Арены».

## Административно-территориальное деление
Провинция разделена на 22 департамента (с исп. — «департаментос»).
| №   | Наименование  | Оригинальное наименование | Население, тыс. жит. (2001 г.) | Население, тыс. жит. (2010 г.) | Территория, км² | Плотность, чел./км² | Административный центр |
| 1.  | Атреуко       | Atreuco                   | 10,1                           | 10,2                           | 3580            | 2,8                 | Макачин                |
| 2.  | Гуатраче      | Guatrache                 | 9,3                            | 8,8                            | 3525            | 2,5                 | Гуатраче               |
| 3.  | Калеу-Калеу   | Caleu Caleu               | 2,1                            | 2,3                            | 9078            | 0,3                 | Ла-Адела               |
| 4.  | Санта-Роса    | Santa Rosa                | 96,9                           | 105,3                          | 2525            | 41,7                | Санта-Роса             |
| 5.  | Катрило       | Catrilo                   | 6,7                            | 7,3                            | 2555            | 2,9                 | Катрило                |
| 6.  | Кему-Кему     | Quemu Quemu               | 8,8                            | 8,7                            | 2557            | 3,4                 | Кему-Кему              |
| 7.  | Конело        | Conhelo                   | 14,6                           | 14,1                           | 5052            | 2,8                 | Эдуардо-Кастекс        |
| 8.  | Курако        | Curaco                    | 0,9                            | 1,0                            | 13125           | 0,1                 | Пуэльчес               |
| 9.  | Лимай-Мауида  | Limay Mahuida             | 0,5                            | 0,5                            | 9985            | 0,1                 | Лимай-Мауида           |
| 10. | Лиуэль-Калель | Lihuel Calel              | 0,5                            | 0,4                            | 12460           | 0,04                | Кучильо-Ко             |
| 11. | Ловентуэ      | Loventue                  | 8,6                            | 8,6                            | 9235            | 0,9                 | Викторика              |
| 12. | Марако        | Maraco                    | 54,7                           | 59,0                           | 2555            | 23,1                | Хенераль-Пико          |
| 13. | Пуэлен        | Puelen                    | 7,8                            | 9,5                            | 13160           | 0,7                 | Вейнтисинко-де-Майо    |
| 14. | Ранкуль       | Rancul                    | 10,6                           | 10,7                           | 4933            | 2,2                 | Парера                 |
| 15. | Реалико       | Realico                   | 15,3                           | 16,2                           | 2450            | 6,6                 | Реалико                |
| 16. | Тоай          | Toay                      | 9,3                            | 12,4                           | 5092            | 2,4                 | Тоай                   |
| 17. | Тренель       | Trenel                    | 5,3                            | 5,4                            | 1955            | 2,8                 | Тренель                |
| 18. | Укаль         | Hucal                     | 7,8                            | 7,5                            | 6047            | 1,2                 | Бернаскони             |
| 19. | Утракан       | Utracan                   | 14,5                           | 14,8                           | 12967           | 1,1                 | Хенераль-Ача           |
| 20. | Чалилео       | Chalileo                  | 2,5                            | 3,0                            | 8917            | 0,3                 | Санта-Исабель          |
| 21. | Чапалеуфу     | Chapaleufu                | 10,8                           | 11,6                           | 2570            | 4,5                 | Интенденте-Альвеар     |
| 22. | Чикаль-Ко     | Chical Co                 | 1,6                            | 1,5                            | 9117            | 0,2                 | Альгарробо-де-Агуила   |

## Экономика
Экономика Ла-Пампы оценивалась в 3,2 миллиарда долларов США в 2006 году, или 10 500 долларов США на душу населения (почти на 20 % выше среднего показателя по стране).
Сельское хозяйство составляет четверть от экономики Ла-Пампы. Самой значительной, распространённой по всей провинции, отраслью является разведение крупного рогатого скота с поголовьем в 3 632 684 голов (2002). Поголовье в других отраслях животноводства насчитывает 202 428 овец, 140 498 коз и 64 118 свиней.
На северо-востоке, на более плодородных землях, также имеет важное значение выращивание пшеницы (10 % от национального производства), подсолнечника (13 % от НП), кукурузы, люцерны, ячменя и других зерновых.
Имеется также молочная промышленность (выработано 300 центнеров продукции) и 25 заводов по производству сыра, развито пчеловодство, добыча соли из соляных бассейнов.
В Ла-Пампе мало предприятий в сфере промышленности, строительства или добычи полезных ископаемых, поэтому две трети экономики провинции составляет сфера услуг. Однако туризм является неразвитой отраслью в этой сфере. Туристы посещают Санта-Росу, Национальный Парк Лиуэ-Калель, Парке-Луро Провинсьяль Ресерве или останавливаются в одном из множества эстансияс, часть из которых предназначены для агротуризма.